# Porte du Peyrou

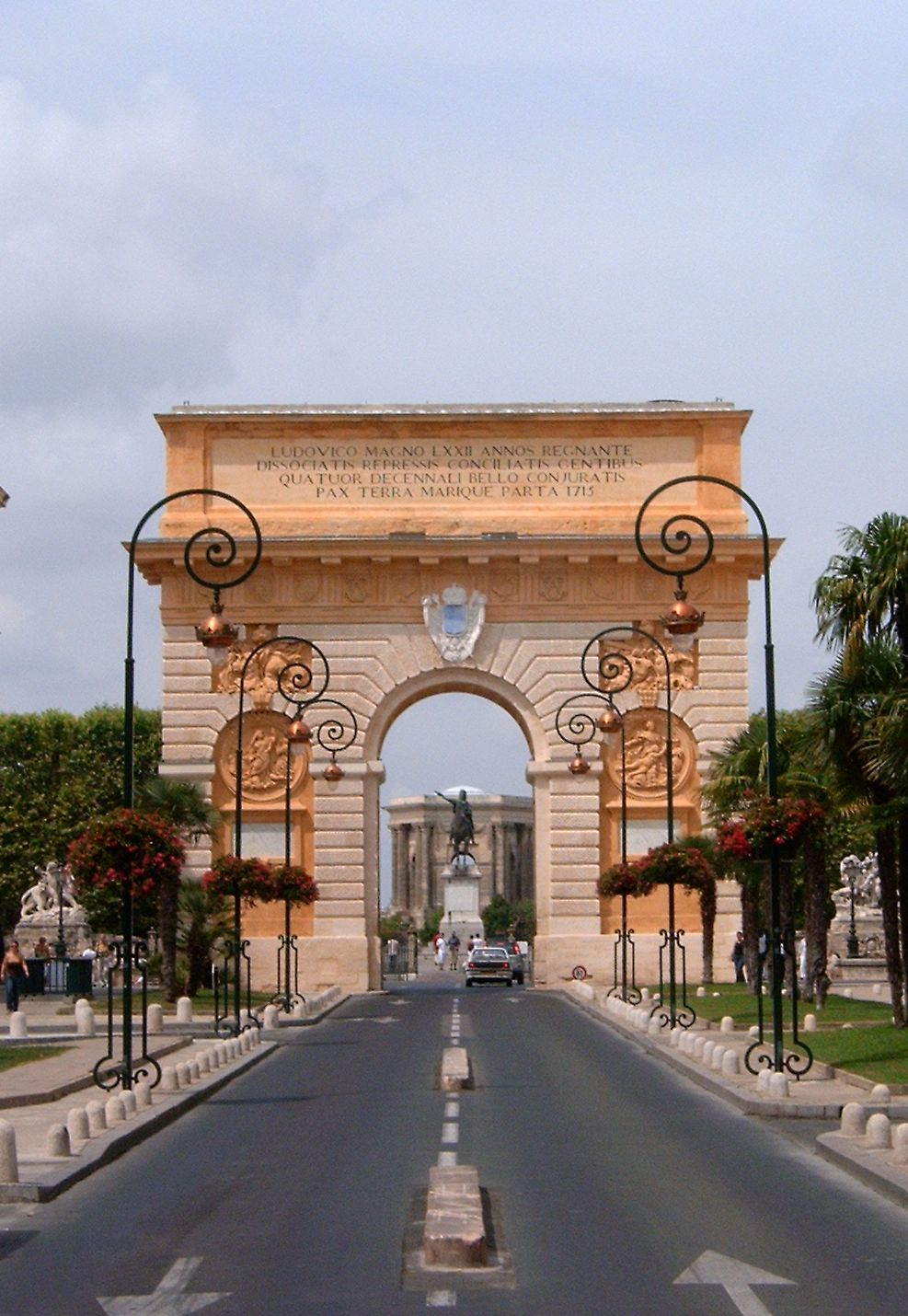
A kapuban a Napkirály lovasszobra és a Víz Kastélya látható, melyek a Peyrou ékességei

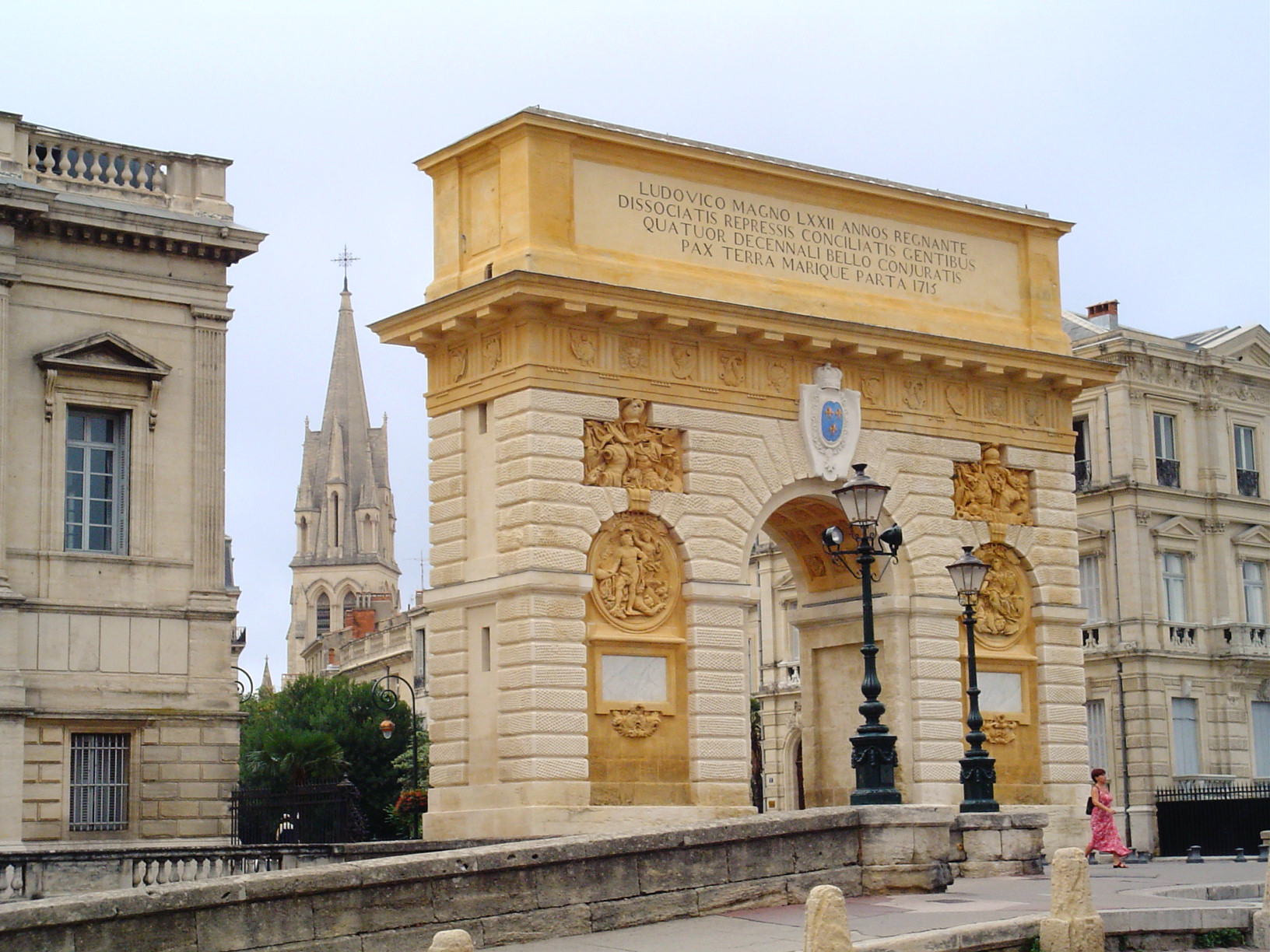
A montpellier-i diadalív

A Porte du Peyrou egy 1692-ben épült montpellier-i diadalív, amely azért készült, hogy a város jótevője, XIV. Lajos francia király dicsőségét hirdesse a híres park, a szintén a Napkirály tiszteletét zengő Peyrou kapujaként. A város legmagasabb pontján, 52 méteres tengerszint feletti magasságon áll.

## A kapu
François Dorbay tervei alapján Charles-Augustin Daviler, Languedoc tartományi főépítésze építtette fel a Titus császár diadalívére emlékeztető építményt. Bár egykapus, két álíve is van, amelyekben a király uralkodásának jeles eseményeit bemutató kerek domborművek díszlenek. A diadalív 15 méter magas és 18 méter széles, míg a kapunyílás 7 méteres magassággal és 4,7 méteres szélességgel rendelkezik. Építése 11 850 livre-be került, az alapanyagot a környékbeli mészkőbányák (Pignan, Saint-Jean de Védas, Pondres, Saint-Géniès des Mourgues) szolgáltatták.

## A domborművek

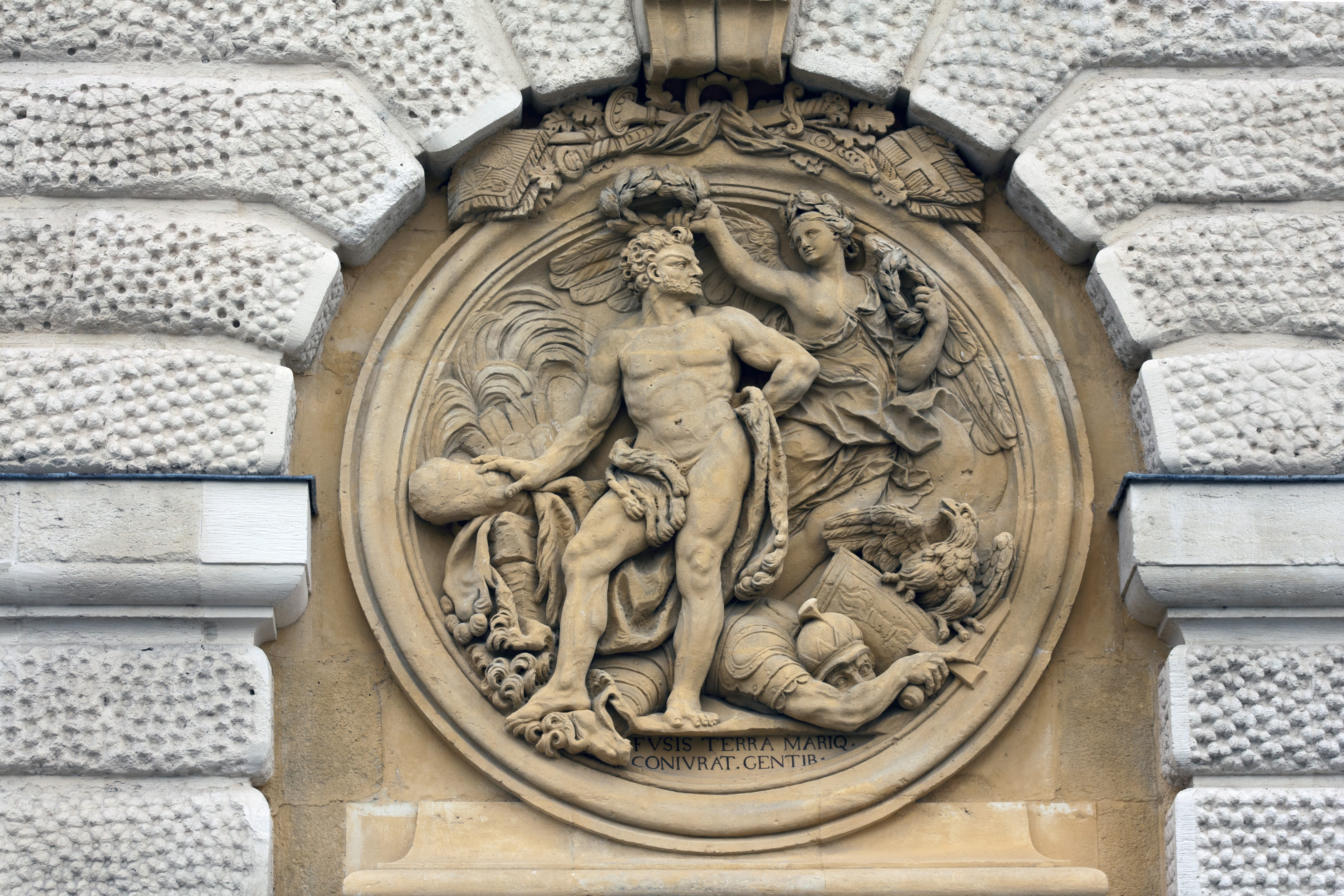
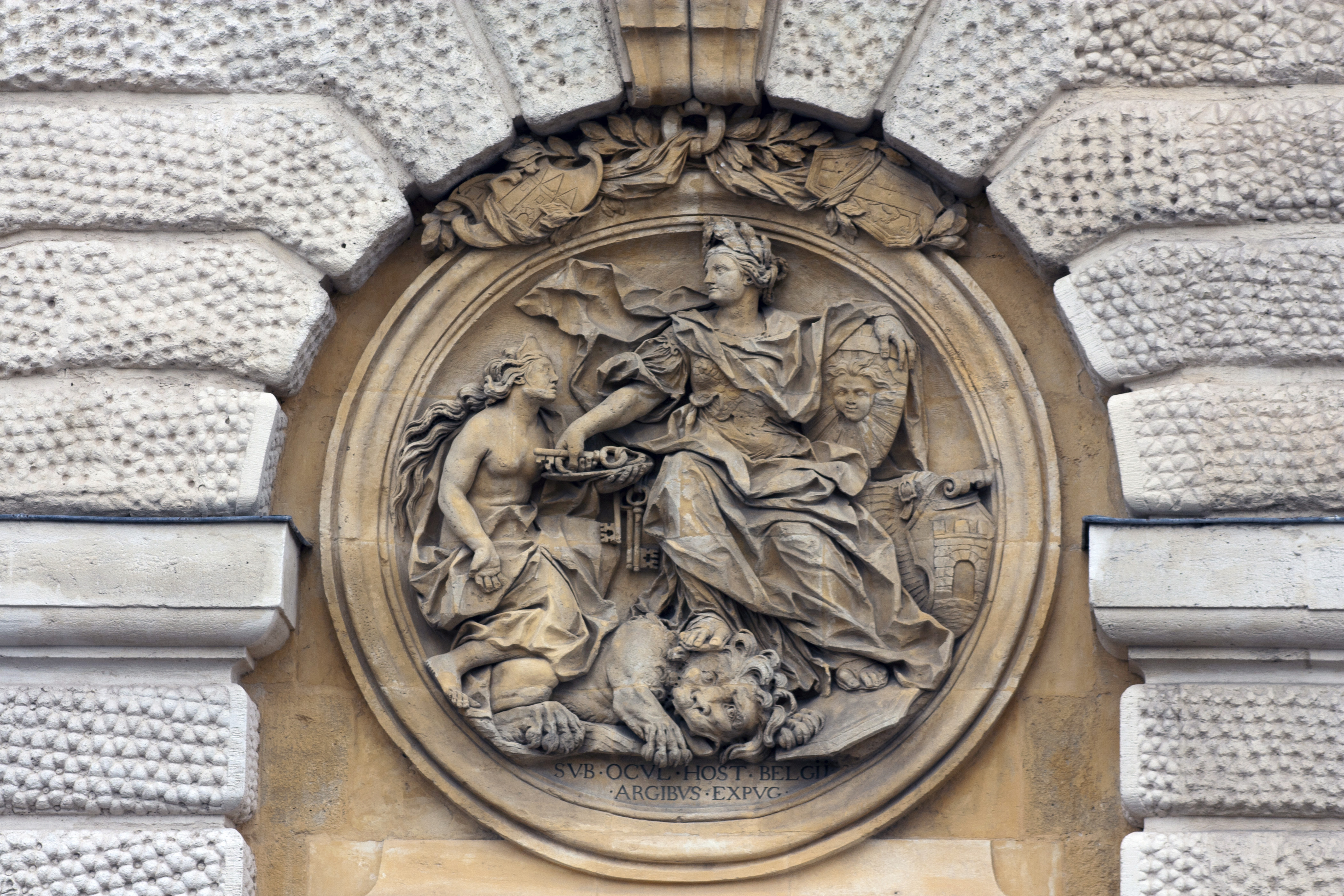
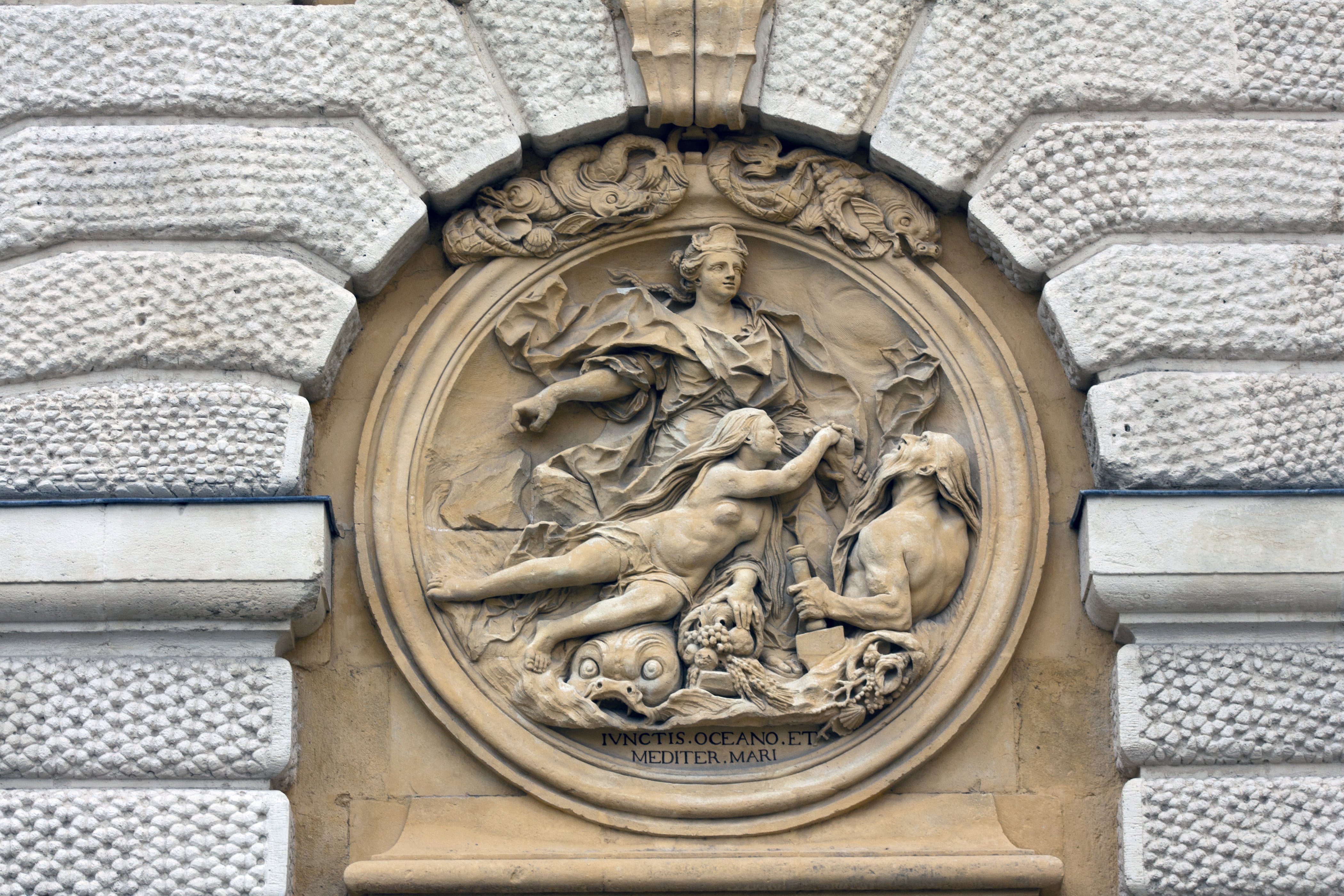
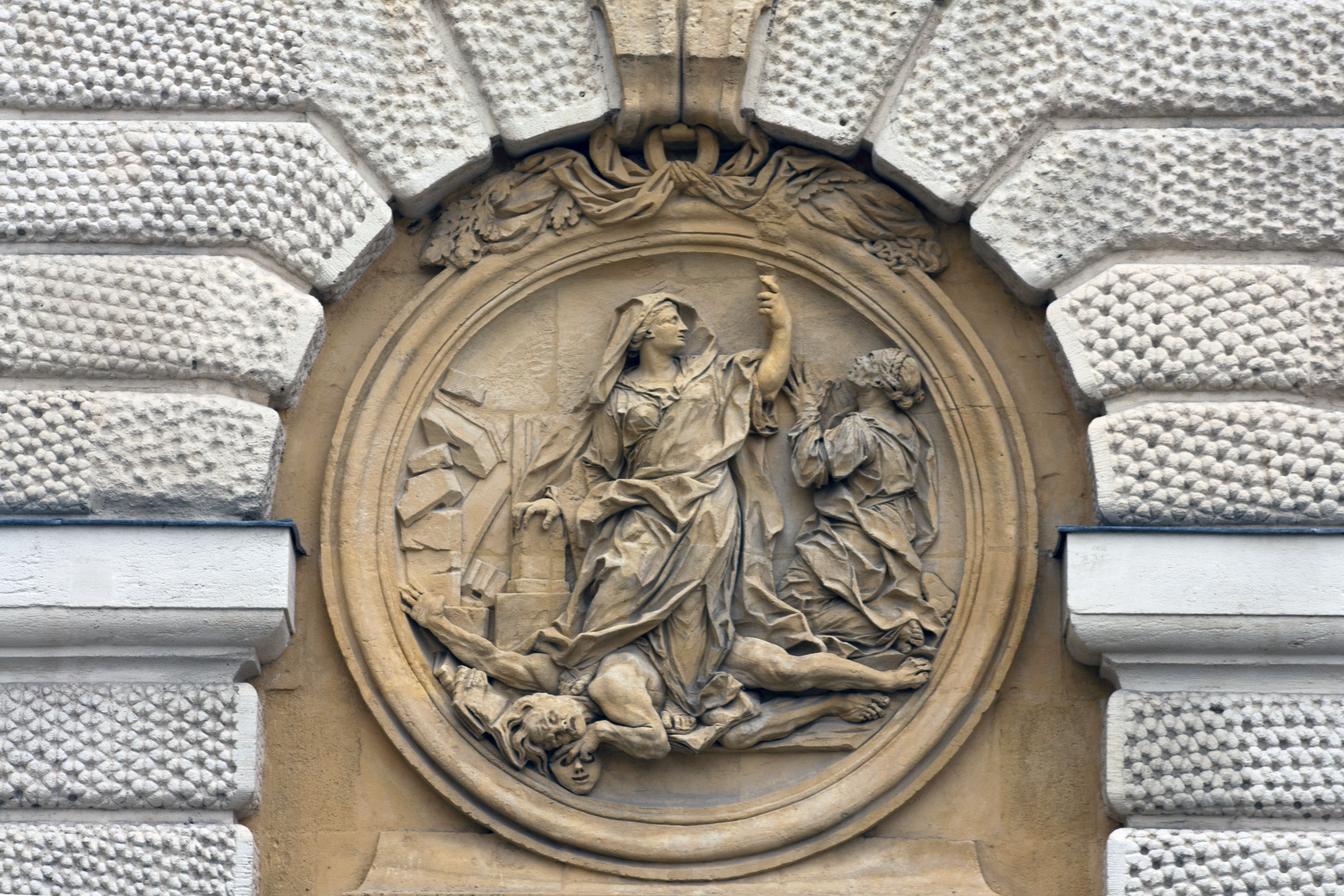

Az álíveken látható négy dombormű 1693-ban készült el Philippe Bertrand munkájának köszönhetően. A négy ábrázolt téma az alábbi:
Peyrou-i oldal:
- A Herkulesként ábrázolt XIV. Lajost Victoria koronázza meg, miközben egy oroszlánon (Angol Királyság) ül, és egy sasra vadászik (Német-római Császárság)
- Monset és Namur elfoglalása (1692)

Város felé néző oldal:
- „A legyőzött eretnekség” (a nantes-i ediktum visszavonása, 1685)

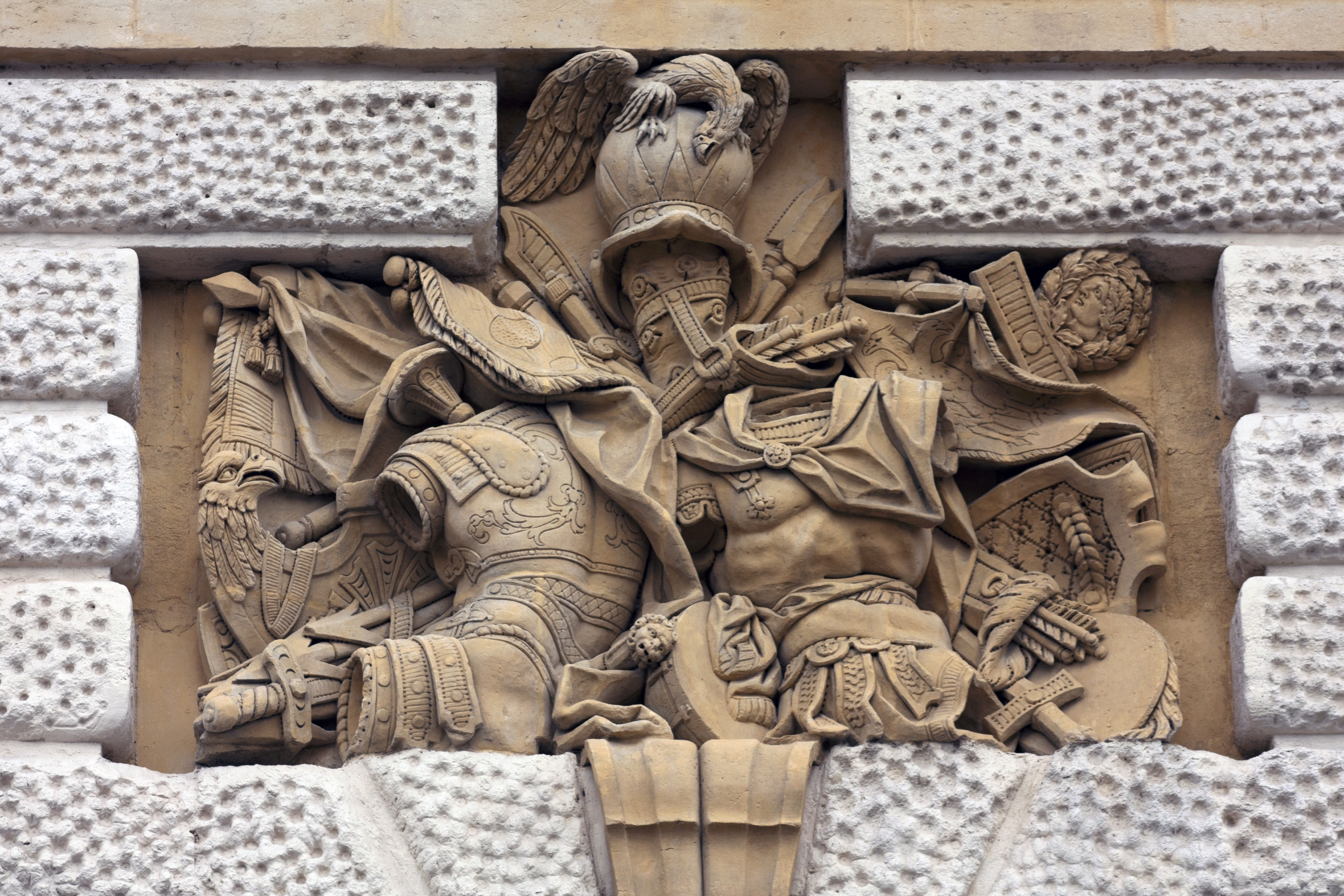
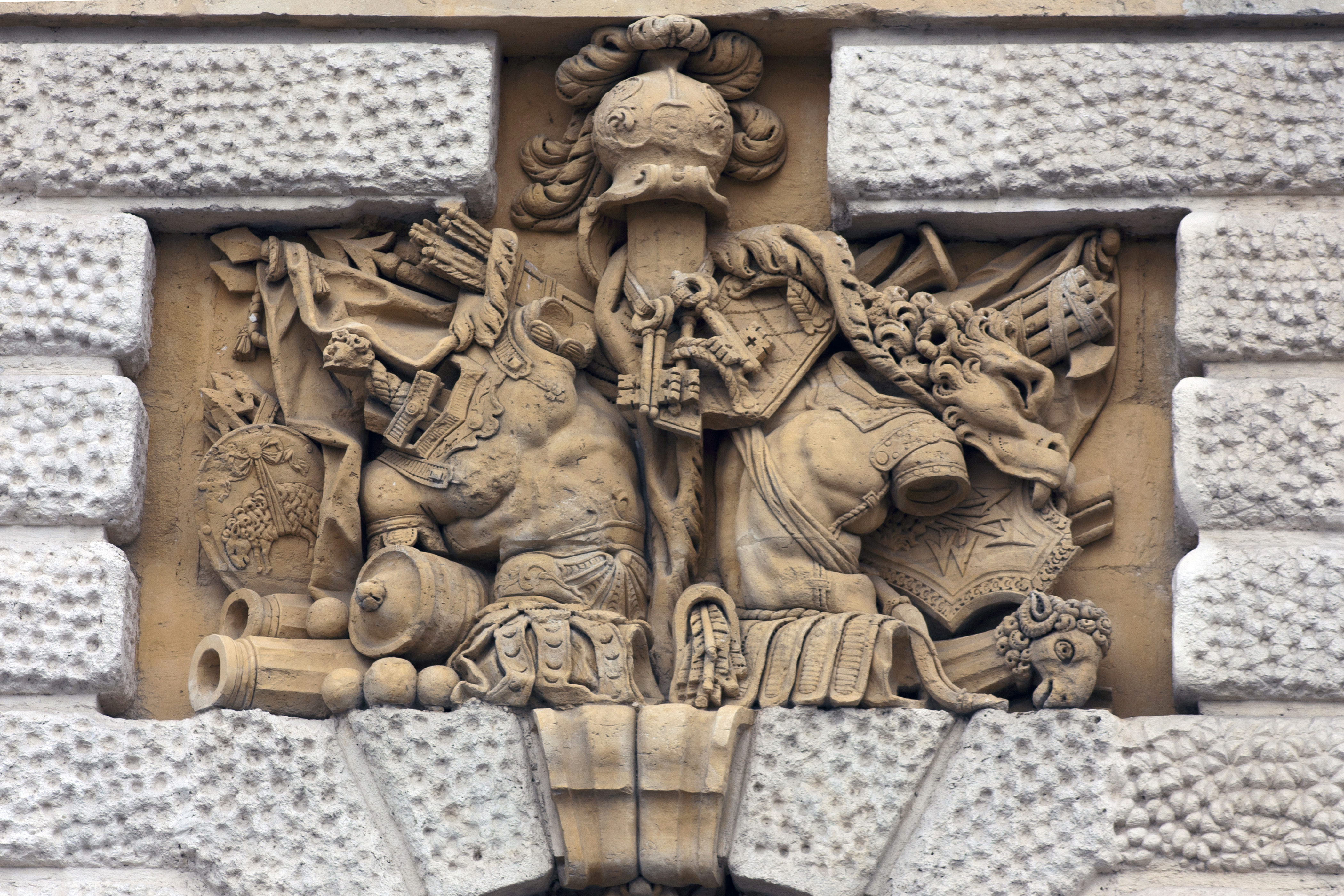
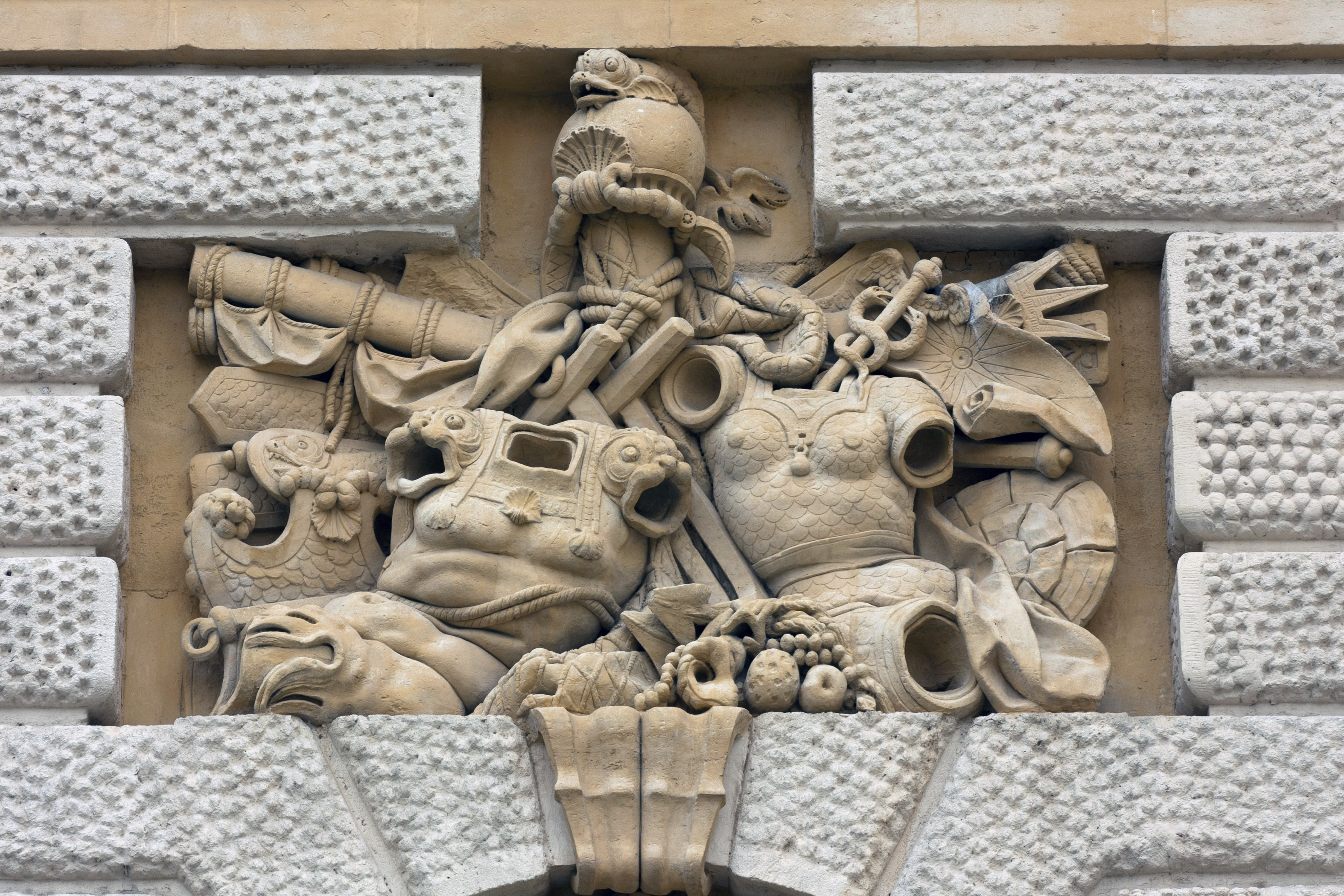
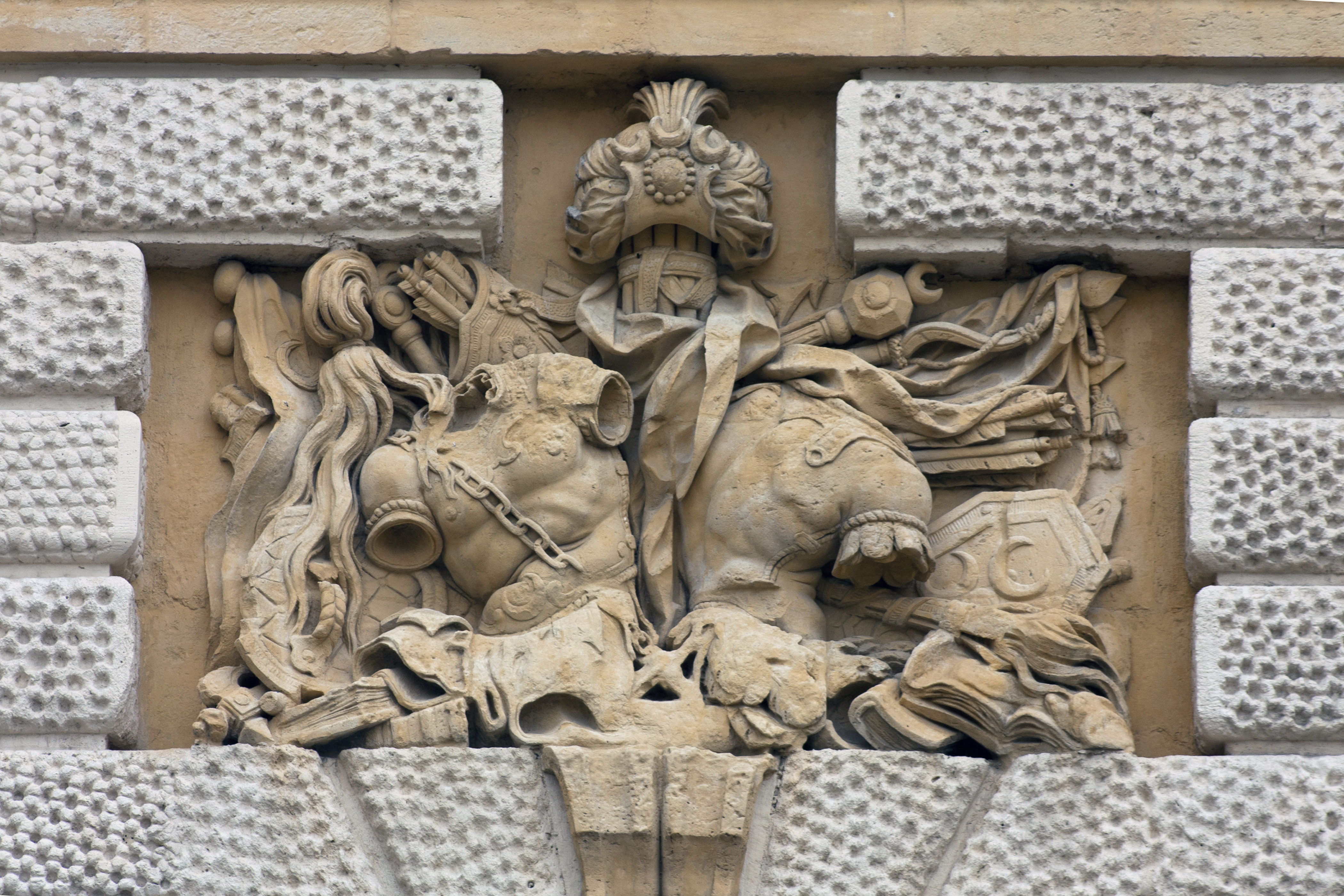

- A Canal du Midi megnyitása (1666)

## A felirat
A diadalív tetejére a spanyol örökösödési háború lezárását követően, de a korábbi háborúskodásokra is utalva, 1715-ben az alábbi latin nyelvű szöveget vésték:
„LUDOVICO MAGNO LXXII ANNOS REGNANTE DISSOCIATIS REPRESSIS CONCILIATIS GENTIBUS QUATOUR DECENNALI BELLI CONJURATIS PAX TERRA MARIQUE PARTA 1715”
A véset magyarul:
„A hetvenkét évig uralkodó Nagy Lajosnak, aki négy évtizedes háborút követően az elpártoltakat visszatartva, a hűeket pedig egyesítve elhozta a békét a földön és a tengeren 1715-ben”

## Lásd még
XIV. Lajos tiszteletére két másik diadalív is épült Párizsban, 1672-ben és 1674-ben: a Porte Saint-Denis és a Porte Saint-Martin.

## Külső hivatkozások
- Montpellier önkormányzatának vonatkozó lapja